# Луцій Папірій Красс (військовий трибун з консульською владою 382 року до н. е.)
Лу́цій Папі́рій Красс (лат. Lucius Papirius Crassus; IV століття до н. е.) — політик і військовий діяч Римської республіки, військовий трибун з консульською владою (консулярний трибун) 382 і 376 років до н. е.

## Біографічні відомості
Походив з патриціанського роду Папіріїв. Про батьків, молоді роки Луція Папірія відомостей не збереглося.

### Перша трибунська каденція
У 382 році до н. е. його було обрано військовим трибуном з консульською владою разом з Гаєм Сульпіцієм Камеріном, Спурієм Папірієм Крассом (не виключається, його братом), Квінтом Сервілієм Фіденатом, Луцієм Емілієм Мамерціном і Сервієм Корнелієм Малугіненом.
Обидва Луції і Спурій командували легіонами, які перемогли жителів Веллетри, в той час як інших військових трибунів сенат залишив у Римі, щоб захистити місто.

### Друга трибунська каденція
У 376 році до н. е. його було обрано вдруге обрано військовим трибуном з консульською владою разом з Сервієм Корнелієм Малугіненом, Сервієм Сульпіцієм Претекстатом і Ліцінієм Мененієм Ланатом. Трибунський рік відбувся без особливих подій.
Про подальшу долю Луція Папірія відомостей немає.

## Родина
- Син Луцій Папірій Красс, військовий трибун з консульською владою 368 року до н. е.